# Карл Блехен
Карл Едуард Фердинанд Блехен (на немски: Carl Eduard Ferdinand Blechen) е германски пейзажист и професор в Академията за изящни изкуства в Берлин.

## Биография
Роден е в Котбус през 1798. Баща му е бирник в Регенсбург, а майка му – шивачка. Учи в лицея на църквата „Св. Николай“ в родния си град от 1805 до 1815 г. Там попада под влиянието на художника Кристиян Готлиб Ремлих, който е преподавател в лицея. Родителите на Карл не успяват да му осигурят средства за следване, и той започва да чиракува в банка до 1822 г., когато постъпва в Берлинската академия за изкуства.
След кратко пътуване до Дрезден и Саксонска Швейцария се завръща в Берлин и започва работа като декоратор в кралския театър на „Александерплац“. Там се запознава с Карл Фридрих Шинкел. През 1824 г., се жени, а става член на берлинската Асоциация на артистите през 1827 г. По-късно същата година е уволнен от театъра заради продължителен конфликт между художника и певицата Хенриете Зонтаг. След това се опитва да се издържа като свободен артист. През 1828 г. предприема учебно пътуване до Балтийско море, последвано от пътуване до Италия, по време на което създава стотици скици, които са усъвършенствани в студиото му в Берлин. Блехен е силно впечатлен от италианските пейзажи и променя целия си стил, за да представи това, което е видял.
През 1831 г. по предложение на Шинкел Блехен е назначен за професор по пейзажна живопис в Академията за изкуства. През 1835 г. става пълноправен неин член и предприема пътуване до Париж. Тогава проличават първите симптоми на психическото му заболяване.
Здравето му се влошава и той преживява тежки пристъпи на депресия, които го карат да напусне Академията през 1836 г. През следващата година е приет в болница. Успява все пак да направи едно последно пътуване до Дрезден, където създава последните си рисунки. Умира четири години по-късно, през 1840 г. в Берлин, в състояние на пълно умопомрачение. Погребан е в гробището „Св. Троица“, но точното местоположение на гроба му е неизвестно. На стената на гробището има негова възпоменателна плоча. В Котбус на Блехен са кръстени улица и училище.
Повечето от творбите му са в частни колекции. Блехен е един от първите европейски художници, които изобразяват ранната индустриализация в пейзажите си. Творбите му се отличават с изоставяне на грандиозните сцени от неокласицизма и част от методите на ранния Романтизъм. В картините му има известна доза осмиване на традиционните за тогавашната публика нагласи и очаквания за картини с героични действия или сублимни природни картини. Карл Блехен създава освободени и богати на слънчева светлина образи, с което предвещава ранния Импресионизъм.

## Галерия
- „Удар на мълния“
- „Ждрелото на Амалфи“ (1831)
- „В берлинския Тиергартен“ (1825)
- „Пейзаж с мост над ждрело“
- „Разрушената кула на Хайделбергския замък“ (ок. 1830)
- „Строителството на Дяволския мост“ (ок. 1833)
- „Покриви и градини“ (1835)
- „Изглед от Асизи“ (1832-35)
- „Палмова къща на Фауенинсел, близо до Потсдам“ (1832-34), Салон на изкуствата